# إبراهيم طنوس
إبراهيم طنوس (1929 - 26 ديسمبر 2012)  من مواليد القبيات عكار، لبنان عام 1929 هو قائد عسكري لبناني، كان قائداً سابقًا للقوات المسلحة اللبنانية، تولى طنوس قيادة القوات المسلحة اللبنانية في ديسمبر 1982، خلال السنوات الأولى من الحرب الأهلية وأشرف على العمليات المشتركة مع القوة المتعددة الجنسيات التي كانت مسؤولة عن تدريب قوات الجيش اللبناني وإعادة النظام إلى بيروت، استقال طنوس المقرب من الرئيس الجميل من منصبه كقائد للقوات المسلحة في يونيو 1984 كتنازل لفصائل المعارضة الحكومية التي كانت تدعو إلى إعادة هيكلة الجيش وخلفه ميشال عون،  وحتى استقالة طنوس كان الجيش أحد أهم المؤسسات التي تدعم حكومة الجميل المدعومة أمريكياً، واعتبر رحيل طنوس بمثابة تحول كبير في القوات المسلحة التي دربها الأمريكيون نحو سياسة تتماشى مع السياسة الخارجية سوريا.

## مهنة عسكرية
التحق بالأكاديمية العسكرية كضابط تدريب في 10/16/1952
تمت ترقيته إلى ملازم ثان في 10/1/1955
تمت ترقيته إلى ملازم أول بتاريخ 10/1/1958
تمت ترقيته إلى النقيب بتاريخ 1/1/1965
تمت ترقيته إلى الرائد بتاريخ 1/1/1969
تمت ترقيته إلى ملازم أول في هيئة الأركان في 7/1/1972
تمت ترقيته إلى العقيد في 1/1/1980
رقي إلى رئيس هيئة الأركان العامة في 1982/12/08
تمت ترقيته إلى الفريق في 12/8/1982

## المهام
تم تكليفه بفوج المدفعية الرابع بتاريخ 8/1/1956
تم تعيينه في الأكاديمية العسكرية (نائب المدرب) بتاريخ 9/1/1957
أعيد إلى فوج المدفعية الرابع بتاريخ 8/1/1958
تم تعيينه بالمقر العام - المكتب الرابع بتاريخ 10/1/1958
تم تكليف كتيبة المدفعية الخامسة - قائد الكتيبة بتاريخ 6/4/1962
تم تعيينه في فوج المدفعية الثاني، لواء المدفعية (نائب قائد الفوج) بتاريخ 1/25/1966
عين قائد فوج المدفعية في 7/3/1968
عُيِّن رئيسًا للمكتب الرابع لكل فترة انتقالية، اعتبارًا من 5/21/1965 إلى 8/16/1970
عين نائبا لرئيس المكتب الرابع في 8/17/1970
عين رئيسا للخدمة التعاونية في مديرية الشؤون الاجتماعية في 10/4/1971
عين رئيسا لمكتب الرقابة المالية في مديرية الرقابة الإدارية في 4/21/1972
تم تعيينه في منطقة شمال لبنان في 7/21/1973
تم تعيينه في مقر لواء المشاة - رئيس أركان اللواء بتاريخ 8/1/1973
تم تعيينه لشركة مستقلة مضادة للدبابات (قائد المدفعية) بتاريخ 8/3/1974
تم نقله إلى شركة قضاء البقاع الإقليمي - نائب إقليمي لقائد المنطقة في 7/18/1974
تم فصل قيادة منطقة بيروت اعتباراً من 9/16/1974 إلى 9/26/1974
عين نائبا لقائد منطقة البقاع في 12/21/1974
تم فصل القيادة عن طريق Interim، قطاع الدفاع الشرقي، في 2/28/1975
تم تعيينه في كتيبة المقر الرئيسي للواء المشاة الأول - رئيس أركان اللواء بتاريخ 18/8/1975
عُيِّن لكتيبة مقر الجيش كرئيس لمكتب الدراسات والتنظيم والتخطيط في 8/30/1975
تم تعيينه للقطاع رقم 3 / الوحدة 31 كقائد للجماعة بتاريخ 15/15/1978
عين قائد القوات المسلحة في 12/8/1982
تم إطلاق سراحه من منصبه كقائد للقوات المسلحة، بناءً على طلبه، وتم وضعه تحت تصرف وزير الدفاع الوطني بتاريخ 6/23/1984.
نقل إلى التقاعد في 7/1/1988

## ميداليات وجوائز وتكريم
ميدالية لجروح المعركة
وسام الاستحقاق اللبناني بالفضة
وسام الأرز من فئة فارس
ميدالية تذكارية بتاريخ 13/12/1961
وسام الأرز من فئة ضابط الصف
وسام الاستحقاق اللبناني من الدرجة الثانية
وسام الحرب، مرتين
وسام الأرز من رتبة قائد
وسام الاستحقاق الوطني من فئة جراند كوردون
وسام الاستحقاق اللبناني من الدرجة الأولى
إشادة وزير الدفاع الوطني، مرة واحدة
إشادة قائد القوات المسلحة مرتين
تهنئة قائد القوات المسلحة، 3 مرات